# The I-Land
The I-Land è una miniserie televisiva statunitense creata da Neil LaBute. 
È stata distribuita sulla piattaforma di streaming Netflix il 12 settembre 2019, in tutti i paesi in cui il servizio è disponibile.

## Trama
La serie racconta la storia di dieci persone che si svegliano su un'isola deserta senza alcun ricordo di chi sono o di come sono arrivati lì, e si mettono all’opera per cercare di tornare a casa. Scoprono presto però che questo mondo in cui si trovano non è come sembra. Di fronte alle sfide psicologiche e fisiche estreme dell'isola, devono dare il meglio di sé per sopravvivere e per non morire.

## Promozione
Il 20 agosto 2019 è stato pubblicato il trailer della miniserie.